# Graphea
Graphea is een geslacht van vlinders van de familie spinneruilen (Erebidae), uit de onderfamilie Arctiinae.

## Soorten
- G. marmorea Schaus, 1894
- G. paramarmorea Travassos, 1956
- G. pseudomarmorea Travassos, 1956